# Selce pri Moravčah
Selce pri Moravčah so naselje v Občini Moravče.